# Gene Rayburn
Gene Rayburn est un animateur de télévision américain né le 22 décembre 1917 à Christopher, Illinois (États-Unis), décédé le 29 novembre 1999 à Gloucester (Massachusetts).

## Filmographie
- 1956 : The Steve Allen Show (série TV) : Announcer (1956-1959)
- 1956 : Robert Montgomery Presents (série TV) : Announcer
- 1958 : The Steve Lawrence-Eydie Gorme Show (série TV)
- 1959 : Train, amour et crustacés (It Happened to Jane) : WTIC-TV reporter
- 1968 : On ne vit qu'une fois ("One Life to Live") (séries TV) : Quentin Frazier (1982)